# Rheingold (Grave Digger)
Rheingold è l'undicesimo album in studio del gruppo musicale power metal tedesco Grave Digger, è stato pubblicato nel 2003 dalla Nuclear Blast Records.

## Tematiche
Rheingold è ispirato da "L'anello del Nibelungo" di Richard Wagner: la struttura del disco ricalca quella della composizione lirica.

## Tracce
1. The Ring - 1:48
2. Rheingold - 4:02
3. Valhalla - 3:48
4. Giants - 4:37
5. Maidens Of War - 5:48
6. Sword - 5:03
7. Dragon - 4:07
8. Liar - 2:46
9. Murderer - 5:37
10. Twilight Of The Gods - 6:42

### Special Edition
Rheingold conta unicamente il formato Digipack oltre a quello del cd classico. Esso contiene due tracce bonus:
1. Hero - 6:34
2. Goodbye - 4:18

## Formazione
- Chris Boltendahl - voce
- Manni Schmidt - chitarra
- Jens Becker - basso
- Stefan Arnold - batteria
- Hans Peter Katzenburg - tastiere